# Park Narodowy Sila
Park Narodowy Sila – park narodowy założony  8 października 1997 zajmujący obszar około 737 km². Park znajduje się na południu Włoch w regionie Kalabria na terenie prowincji Catanzaro, Cosenza, Krotona.

## Geografia

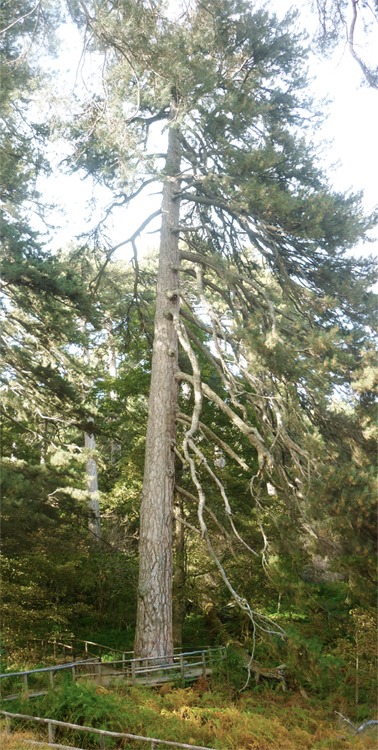
Monumentalne drzewa sosny czarnej w parku

Park leży na obszarach gmin: Acri, Albi, Aprigliano, Bocchigliero, Celico, Corigliano Calabro, Cotronei, Longobucco, Magisano, Mesoraca, Pedace, Petilia Policastro, Petrona, San Giovanni in Fiore, Savelli, Serra Pedace, Sersale, Spezzano della Sila, Spezzano Piccolo, Taverna oraz Zagarise.
Park znajduje się w najszerszej części Półwyspu Kalabryjskiego w masywie Sila w skład, którego wchodzą Sila Grande (z najwyższym szczytem Mount Volpintesta 1730 m n.p.m.), Sila Piccola (z najwyższym szczytem Mount Gariglione 1765 m n.p.m.) oraz Sila Greca. Masyw Sila jest w zasadzie płaskowyżem ze średnią wysokością od 1200 do 1400 m. Na terenie parku znajdują się takie jeziora jak Lago Cecita (leżące na wysokości 1280 m n.p.m.), Lago Ariamacina, Lago Votturino, Lago Arvo, czy Lago Ampollino. Część z tych jezior została sztucznie utworzona np. Lago Ampollino powstało w wyniku utworzenia zapory i spiętrzenia rzeki Ampollino.

## Flora i Fauna
Obszar parku porastają lasy w skład których wchodzą takie drzewa jak sosna kalabryjska, modrzewie, buki, jodły. W parku znajdują się monumentalne drzewa między innymi takie jak Prometeo (jodła o obwodzie 10,2 m i wysokości 35 m), Sky Chestnut (kasztan o obwodzie 13 m i wysokości 25) czy Oak Casa Pasquale (dąb o obwodzie 6,3 m i wysokości 32 m).
Z roślinności twardolistnej porastającej park można wyróżnić chruścina jagodna, czystek, rośliny z rodzaju szczodrzeniec, klon, grab, jesion.
Ze zwierząt zamieszkujących park: wilki, jelenie, dziki, wiewiórki, dzięcioł czarny, dzięcioł zielony, dzięciołek, ptaki z rodzaju Loxia czy pierwiosnek. Z płazów i gadów można znaleźć: ambystoma plamista, kumak górski, ropucha zielona czy żmijowate.